# سنيه بهارغافا
سنيه بهارغافا (ولدت عام 1930) هي أخصائية أشعة هندية وأكاديمية طبية ومديرة سابقة وأستاذة فخرية في مؤسسة العلوم الطبية لعموم الهند، نيودلهي. هي نائبة الرئيس السابق وزميلة منتخبة للأكاديمية الوطنية للعلوم، إحدى الجمعيات العلمية الرائدة في الهند. وقد ألقت العديد من الخطابات الرئيسية. وكانت جزءًا من التحقيقات المتعلقة بأخلاقيات الطب في المجلس الطبي في الهند.
```
بعد تقاعدها من مؤسسة العلوم الطبية لعموم الهند، عملت في مستشفى دارامشيلا نرايانا التخصصي الفائق، نيودلهي.
[
6
]
```

منحتها حكومة الهند رابع أعلى جائزة مدنية لبادما شري، في عام 1991.